# Studzianka (województwo mazowieckie)
Studzianka – osada leśna w Polsce położona w województwie mazowieckim, w powiecie płockim, w gminie Nowy Duninów.
W uroczysku Studzianka znajdują się zabudowania gospodarstwa przedwojennej leśniczówki, należącej do Nadleśnictwa Gostynin, od roku 1978 wykorzystywane jako część studenckiej chatki Kobyle Błota.